# Rudolf Prack
Rudolf Amon Prack (né le 2 août 1905 à Vienne, mort le 2 décembre 1981 dans la même ville) est un acteur autrichien.

## Biographie
Ce fils d'un postier est d'abord employé de banque pour financer les cours à ce qu'on appellera le Max Reinhardt Seminar. Après sa formation, il intègre le Theater in der Josefstadt de 1924 à 1935.
Il tourne son premier film en 1937. Il participe aux films de propagande nazie produits par Wien-Film, sans avoir un grand succès.
Il devient connu au début des années 1950 grâce aux films La Fiancée de la Forêt-Noire et Grün ist die Heide, deux classiques du Heimatfilm, un genre populaire.
Ses rôles au cinéma, une centaine de principaux, lui valent la réputation d'être « l'homme le plus embrassé du cinéma allemand ». Bien que Rudolf Prack ait 50 ans et ses partenaires, comme Sonja Ziemann, vingt ans de moins, le thème de la différence d'âge n'est jamais abordé dans sa carrière.
Prack tourne aussi pour la télévision. Il est le héros de la série Landarzt Dr. Brock de 1967 à 1969.

## Filmographie
- 1937: Florentine
- 1938: Prinzessin Sissy
- 1938: Der Optimist
- 1939: Une mère de Gustav Ucicky
- 1940: Krambambuli
- 1940: Toute une vie
- 1940: Der liebe Augustin
- 1941: Spähtrupp Hallgarten
- 1942: La Ville dorée
- 1942: Tragédie au cirque
- 1943: Die unheimliche Wandlung des Alex Roscher
- 1943: Reise in die Vergangenheit
- 1943: L'Éternelle Mélodie
- 1944: Die heimlichen Bräute
- 1944: Aufruhr der Herzen
- 1944: Orient-Express de Victor Tourjanski
- 1946: Der weite Weg
- 1946: Glaube an mich
- 1947: Liebe nach Noten
- 1948: Zyankali
- 1948: Fregola
- 1948: Morgen ist alles besser
- 1948: Königin der Landstraße
- 1949: Ein Herz schlägt für Dich
- 1949: Heimliches Rendezvous
- 1949: Um eine Nasenlänge
- 1950: Maharadscha wider Willen
- 1950: La Fiancée de la Forêt-Noire
- 1950: Mädchen mit Beziehungen
- 1951: Eine Frau mit Herz
- 1951: Engel im Abendkleid
- 1951: Die Dame in Schwarz
- 1951: Grün ist die Heide
- 1951: Johannes und die 13 Schönheitsköniginnen
- 1952: Die Diebin von Bagdad
- 1952: Tausend rote Rosen blühn
- 1952: Lockende Sterne
- 1952: Ferien vom Ich
- 1952: Wenn abends die Heide träumt
- 1953: Kaiserwalzer
- 1953: Wenn am Sonntagabend die Dorfmusik spielt
- 1953: Komm zurück
- 1953: Die Privatsekretärin
- 1954: Docteur pour femmes
- 1954: Kaisermanöver
- 1955: Heimatland
- 1955: Ball im Savoy
- 1955: Le Congrès s'amuse
- 1956: Mayerling - le dernier amour du fils de Sissi
- 1956: Dany, bitte schreiben Sie (de)
- 1956: Kaiserball
- 1956: Mariés pour rire
- 1957: Das einfache Mädchen
- 1957: Le Chant du bonheur
- 1958: Der Page vom Palast-Hotel
- 1958: Die Landärztin
- 1958: Eine Reise ins Glück
- 1958: Der Priester und das Mädchen
- 1959: Was eine Frau im Frühling träumt
- 1959: Aus dem Tagebuch eines Frauenarztes
- 1959: Du bist wunderbar
- 1959: Ein Herz braucht Liebe
- 1960: La Jeune pécheresse
- 1961: Frau Irene Besser
- 1961: Vertauschtes Leben
- 1961: Mariandl
- 1962: Mariandls Heimkehr
- 1963: Schwejks Flegeljahre (de)
- 1964: Vacances à Saint-Tropez (Holiday in St. Tropez)
- 1964: Happy-End am Attersee (de)
- 1964: Die lustigen Weiber von Tirol
- 1965: Ruf der Wälder
- 1965: Heidi
- 1965-1967: Landarzt Dr. Brock (série télévisée)
- 1969: Ein dreifach Hoch dem Sanitätsgefreiten Neumann
- 1970: Kurier der Kaiserin : Geheimverhandlungen (série télévisée)
- 1970: Frau Wirtin bläst auch gern Trompete
- 1971: Glückspilze (téléfilm)
- 1971: Verliebte Ferien in Tirol
- 1973: Wenn jeder Tag ein Sonntag wär
- 1974: Der Jäger von Fall
- 1974: Karl May, à la recherche du paradis perdu
- 1976: Der Jesus von Ottakring
- 1977: Die Standarte
- 1981: Ringstraßenpalais (de)(série télévisée)